# Leland Archer
Leland Archer (Puerto España, Trinidad y Tobago, 8 de enero de 1996) es un futbolista trinitense. Juega de defensa y su equipo es el Charleston Battery de la USL Championship estadounidense. Es internacional absoluto por la selección de Trinidad y Tobago desde 2021.

## Trayectoria
Archer comenzó su carrera en Estados Unidos, con el equipo universitario de los Charleston Cougars del College of Charleston entre 2014 y 2017. En 2017, en paralelo, jugó para los South Georgia Tormenta de la USL League Two.
En mayo de 2018 fichó por el Charleston Battery de la USL Championship. Fue nombrado mejor jugador del equipo en la temporada 2020. El 15 de octubre de 2022 jugó su encuentro número 100 con el club en el empate 1-1 ante el Loudoun United FC.

## Selección nacional
Debutó con la selección de Trinidad y Tobago el 31 de enero de 2021 ante Estados Unidos en un amistoso.

## Clubes
| Club                             | País           | Año           |
| -------------------------------- | -------------- | ------------- |
| Charleston Cougars (Universidad) | Estados Unidos | 2014-2017     |
| South Georgia Tormenta           | Estados Unidos | 2017          |
| Charleston Battery               | Estados Unidos | 2018-presente |